# Pallavolo ai Giochi della XXX Olimpiade - Qualificazioni al torneo femminile (CEV)
Le qualificazioni europee di pallavolo femminile ai Giochi della XXX Olimpiade si sono svolte dal 27 agosto 2011 al 6 maggio 2012. Al torneo hanno partecipato 25 squadre nazionali europee e la vittoria finale è andata alla Turchia, che si è qualificata ai Giochi della XXX Olimpiade.

## Squadre partecipanti
| - Austria - Azerbaigian - Belgio - Bosnia ed Erzegovina - Bulgaria | - Croazia - Danimarca - Francia - Georgia - Germania | - Grecia - Israele - Paesi Bassi - Portogallo - Rep. Ceca | - Polonia - Romania - Russia - Serbia - Spagna | - Slovacchia - Svezia - Turchia - Ucraina - Ungheria |

## Prima fase

### Squadre partecipanti
- Austria
- Bosnia ed Erzegovina
- Danimarca
- Georgia
- Portogallo
- Svezia

### Qualificate alla seconda fase
- Austria
- Danimarca (15:13)*
- Svezia

* Qualificata tramite golden-set

## Seconda fase

### Squadre partecipanti
| - Austria - Azerbaigian - Belgio - Bulgaria - Croazia - Danimarca | - Francia - Grecia - Israele - Paesi Bassi - Rep. Ceca - Romania | - Russia - Spagna - Slovacchia - Svezia - Ucraina - Ungheria |

### Gironi
| Girone A                 | Girone B               | Girone C                   | Girone D               | Girone E                   | Girone F                       |
| ------------------------ | ---------------------- | -------------------------- | ---------------------- | -------------------------- | ------------------------------ |
| Belgio Russia Slovacchia | Austria Romania Spagna | Grecia Israele Paesi Bassi | Croazia Francia Svezia | Rep. Ceca Ucraina Ungheria | Azerbaigian Bulgaria Danimarca |

### Gironi A e B -Jantarnyj

#### Finale
|  | Semifinali | Semifinali | Semifinali |        |         | Finale  | Finale | Finale |  |
|  |            |            |            |        |         |         |        |        |  |
|  | Romania    | Romania    | 3          |        |         |         |        |        |  |
|  | Romania    | Romania    | 3          |        |         |         |        |        |  |
|  | Belgio     | Belgio     | 1          |        |         |         |        |        |  |
|  | Belgio     | Belgio     | 1          |        | Romania | Romania | 1      |        |  |
|  |            |            |            |        | Romania | Romania | 1      |        |  |
|  |            |            | Russia     | Russia | 3       |         |        |        |  |
|  | Russia     | Russia     | Russia     | Russia | 3       | 3       |        |        |  |
|  | Russia     | Russia     |            |        |         |         |        |        |  |
|  | Spagna     | Spagna     | 0          |        |         |         |        |        |  |

### Gironi C e D -Parenzo

#### Finale
|  | Semifinali  | Semifinali  | Semifinali  |             |         | Finale  | Finale | Finale |  |
|  |             |             |             |             |         |         |        |        |  |
|  | Croazia     | Croazia     | 3           |             |         |         |        |        |  |
|  | Croazia     | Croazia     | 3           |             |         |         |        |        |  |
|  | Israele     | Israele     | 1           |             |         |         |        |        |  |
|  | Israele     | Israele     | 1           |             | Croazia | Croazia | 3      |        |  |
|  |             |             |             |             | Croazia | Croazia | 3      |        |  |
|  |             |             | Paesi Bassi | Paesi Bassi | 2       |         |        |        |  |
|  | Paesi Bassi | Paesi Bassi | Paesi Bassi | Paesi Bassi | 2       | 3       |        |        |  |
|  | Paesi Bassi | Paesi Bassi |             |             |         |         |        |        |  |
|  | Francia     | Francia     | 0           |             |         |         |        |        |  |

### Gironi E e F -Baku

#### Finale
|  | Semifinali  | Semifinali  | Semifinali |          |             | Finale      | Finale | Finale |  |
|  |             |             |            |          |             |             |        |        |  |
|  | Rep. Ceca   | Rep. Ceca   | 1          |          |             |             |        |        |  |
|  | Rep. Ceca   | Rep. Ceca   | 1          |          |             |             |        |        |  |
|  | Azerbaigian | Azerbaigian | 3          |          |             |             |        |        |  |
|  | Azerbaigian | Azerbaigian | 3          |          | Azerbaigian | Azerbaigian | 2      |        |  |
|  |             |             |            |          | Azerbaigian | Azerbaigian | 2      |        |  |
|  |             |             | Bulgaria   | Bulgaria | 3           |             |        |        |  |
|  | Bulgaria    | Bulgaria    | Bulgaria   | Bulgaria | 3           | 3           |        |        |  |
|  | Bulgaria    | Bulgaria    |            |          |             |             |        |        |  |
|  | Ucraina     | Ucraina     | 1          |          |             |             |        |        |  |

### Qualificate alla terza fase
- Bulgaria
- Croazia
- Russia

## Fase finale

### Squadre partecipanti
- Bulgaria
- Croazia
- Germania
- Paesi Bassi[1]
- Polonia
- Russia
- Serbia
- Turchia

### Gironi
| Girone A                          | Girone B                          |
| --------------------------------- | --------------------------------- |
| Bulgaria Croazia Germania Turchia | Paesi Bassi Polonia Russia Serbia |

### Finale 1º posto
|  | Semifinali | Semifinali | Semifinali |         |         | Finale  | Finale | Finale |  |
|  |            |            |            |         |         |         |        |        |  |
|  | Turchia    | Turchia    | 3          |         |         |         |        |        |  |
|  | Turchia    | Turchia    | 3          |         |         |         |        |        |  |
|  | Russia     | Russia     | 1          |         |         |         |        |        |  |
|  | Russia     | Russia     | 1          |         | Turchia | Turchia | 3      |        |  |
|  |            |            |            |         | Turchia | Turchia | 3      |        |  |
|  |            |            | Polonia    | Polonia | 0       |         |        |        |  |
|  | Polonia    | Polonia    | Polonia    | Polonia | 0       | 3       |        |        |  |
|  | Polonia    | Polonia    |            |         |         |         |        |        |  |
|  | Germania   | Germania   | 1          |         |         |         |        |        |  |